# Jumel
Jumel település Franciaországban, Somme megyében. Lakosainak száma 531 fő (2022. január 1.). Jumel Ailly-sur-Noye, Essertaux, Estrées-sur-Noye, Grattepanche, Guyencourt-sur-Noye és Oresmaux községekkel határos.

## Népesség
A település népességének változása:
| Lakosok száma | 499  | 515  | 520  | 518  | 519  | 521  | 526  | 531  | 531  |
|               | 2013 | 2015 | 2016 | 2017 | 2018 | 2019 | 2020 | 2021 | 2022 |